# Пономарёва, Вера Владимировна
Вера Владимировна Пономарёва (26 октября 1908 — 28 октября 1978) — советский учёный в области изучения органического вещества и генезиса почв, доктор биологических наук, лауреат премии им. В. В. Докучаева (1950) и премии им. В. Р. Вильямса (дважды). Автор учения о связи содержания, состава и свойств гумуса различных типов почв с их генезисом и плодородием.

## Биография
Родилась в с. Большая Лука Керенского уезда Пензенской губернии. Окончила среднюю школу в Саранске (1926) и агрономический факультет Ленинградского сельскохозяйственного института (1930).
Некоторое время работала агрономом в Ивановской области и на Псковской опытной станции, химиком-методистом в химико-аналитической лаборатории Почвенного института АН СССР.
С 1934 по 1941 г. вела научную деятельность на кафедре почвоведения Лесотехнической академии им. С. М. Кирова под руководством проф. И. В. Тюрина, проводила исследования по характеристике состава и свойств гумуса почв Кольского полуострова. Позже по этой теме защитила кандидатскую диссертацию (1947).
После начала Великой Отечественной войны — в эвакуации, работала агрономом Горьковской областной станции полеводства.
С 1946 г. проводила исследования в области органического вещества и генезиса почв сначала на кафедре почвоведения Ленинградского университета, а затем — в Почвенном институте и Центральном Музее почвоведения им. В. В. Докучаева.
В 1963 г. защитила докторскую диссертацию, на основе которой была издана монография:
- Теория подзолообразовательного процесса [Текст] : Биохим. аспекты / Акад. наук СССР. Почв. ин-т им. В. В. Докучаева. Всесоюз. акад. с.-х. наук им. В. И. Ленина. — Москва ; Ленинград : Наука. [Ленингр. отд-ние], 1964. — 379 с. : граф.; 22 см.

Соавтор ещё одной монографии (которую написала вместе со своей ученицей):
- Гумус и почвообразование : (Методы и результаты изучения) / В. В. Пономарева, Т. А. Плотникова. — Л. : Наука : Ленингр. отд-ние, 1980. — 221 с. : ил.; 21 см.

Лауреат премии им. В. В. Докучаева (1950) и дважды лауреат премии им. В. Р. Вильямса.